# بیل پیت
بیل پیت (انگلیسی: Bill Peet; ۲۹ ژانویهٔ ۱۹۱۵ – ۱۱ مهٔ ۲۰۰۲) فیلم‌نامه‌نویس و نویسنده اهل ایالات متحده آمریکا بود.